# 인공중력
| 인공중력 계산 |
| --- |
| {\displaystyle g={\frac {R({\frac {\pi \times rpm}{30}})^{2}}{9.81}}} or {\displaystyle R={\frac {9.81g}{({\frac {\pi \times rpm}{30}})^{2}}}} Where: g = 지구중력 (10진수) R = 회전반경 중심(단위:미터) {\displaystyle \pi } = 3.14159 rpm = 분당 회전수 |

중력이 존재하지 않는 우주 공간에서는 제대로 걸을 수 없고, 먹기 힘들며, 쉬는 것 또한 쉽지 않다. 따라서 우주 공간에서의 무중력상태를 제거하기 위해 우주정거장에서는 유사중력을 만드는 작업을 한다.
우선, 우주정거장을 도넛형으로 제작한다. 그리고 도넛형 우주정거장의 중심을 축으로 하여 일정한 각속도로 회전시킨다. 이 회전을 통해 도넛형 우주정거장 내부의 물체와 사람은 바깥 방향으로 관성력(원심력)을 받게 된다. 이때 적절한 수식을 통해 각속도를 잘 조절하면 마치 중력이 있는 것처럼 느낄 수 있다.
인공중력을 만들기 위해서는 회전반경과 각속도가 중요한 요소이다. 2rpm보다 작은 각속도에서 1G의 중력을 만들려면 최소한 회전 반경 224m(735피트)보다 더 큰 우주정거장이 필요하다. 마찬가지로 10m의 회전반경에서는 약 10 RPM의 각속도가 필요하다.

## 실험

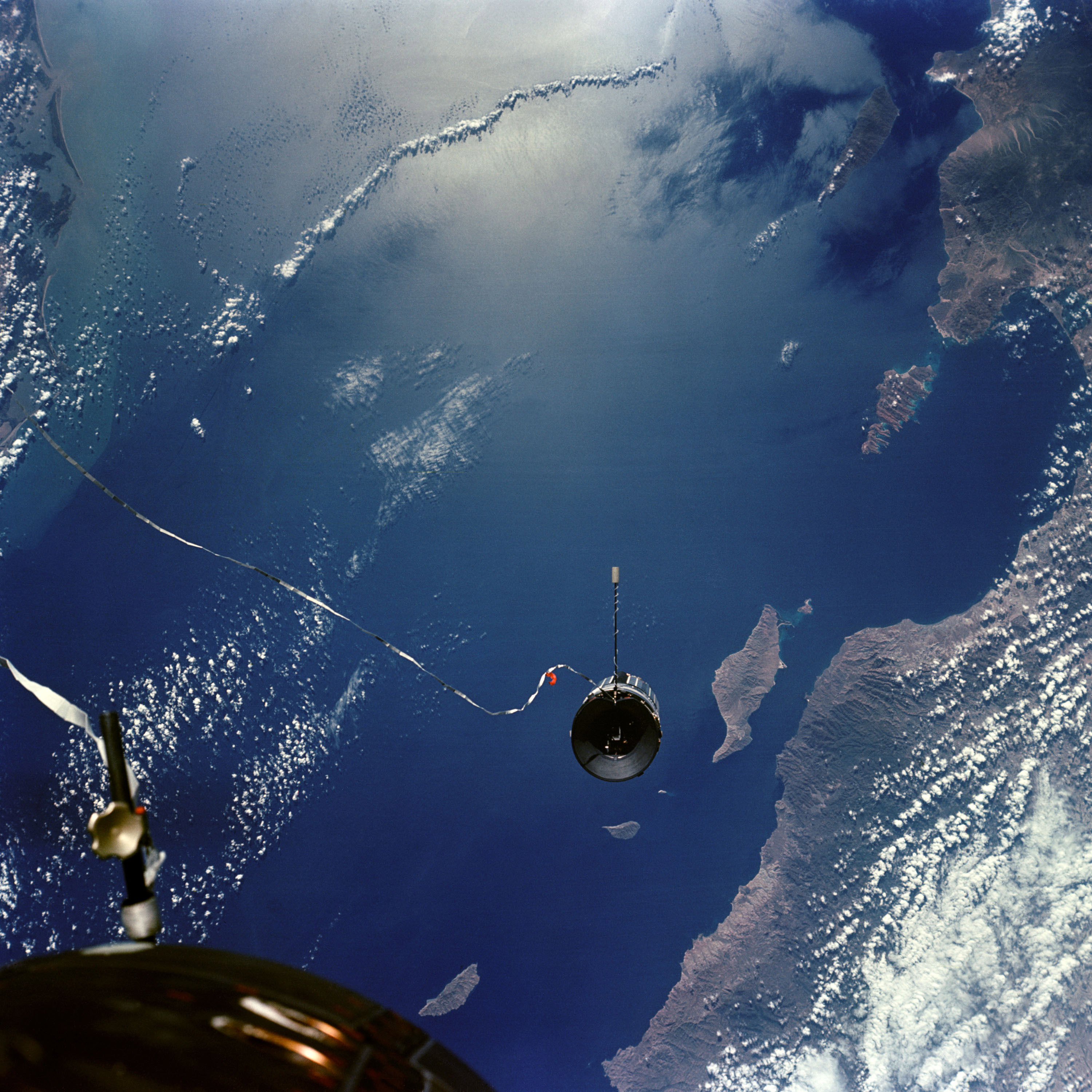
제미니 11호의 인공중력 실험(NASA)

1966년 미국의 제미니 11호는 최초로 인공중력을 만들어냈다. 무인위성에 약 길이 36m정도의 끈으로 묶고 원운동시킴으로써 무인위성 내에 인공중력을 처음으로 만들어낸 것이다. 그 크기는 너무도 작아 우주비행사에 의해 느껴지지도 않은 정도였으나, 작은 물체가 무인위성 "바닥"쪽으로 이동하는 것은 관찰되었다.